# Palau de Belles Arts (Mèxic)
El Palacio de Bellas Artes o Palau de Belles Arts és el centre de cultura de màxima representació a Mèxic. L'edifici, famós per la seva arquitectura déco i nouveau, les construccions del qual van començar el 1904, inclou una sala d'òpera amb capacitat per a 1.800 persones i una galeria d'art. A més a més, inclou diversos murals realitzats per Diego Rivera, José Clemente Orozco, David Alfaro Siqueiros, Rufino Tamayo, Roberto Montenegro, Manuel Rodríguez Lozano i Jorge González Camarena. El 1987 va ser declarat per la UNESCO monument artístic.
El 1904, el president mexicà Porfirio Díaz va ordenar la construcció del Teatro Nacional, edifici que es convertiria en el Palau de Belles Arts. El disseny original va ser ideat per l'arquitecte italià Adamo Boari, i s'havia de concloure en quatre anys. Tanmateix hi va haver diverses demores, la més important de les quals fou l'esclat de la Revolució Mexicana el 1910. Boari va abandonar Mèxic el 1916, i les obres van ser gairebé suspeses, fins al 1932, data en què l'arquitecte mexicà Federico Mariscal va reprendre'n la construcció, que va acabar el març de 1934. El Palau va ser inaugurat el 29 de setembre del mateix any.